# Цесюлевич, Адольф Станиславович
Адо́льф Станисла́вович Цесюле́вич (10 апреля 1900, Рига — 1950, Одесса) — русский астроном польского происхождения, наблюдатель-астрометрист, заведующий отделом астрометрии в Одесской астрономической обсерватории, ассистент и доцент кафедры астрономии Одесского университета.
10 мая 1935 года, по окончании трёх курсов университета, поступил на работу вычислителем в Одесскую астрономическую обсерваторию, а с ноября 1936 по рекомендации профессора И. Д. Андросова читал курс автономии на географическом факультете в университете. Одновременно работал учителем в 81-й школе города Одессы. Здесь был арестован органами НКВД.
14 марта 1938 года был выдан орден на арест в связи с тем, что связан с «антисоветским элементом, проявляет эмиграционные настроения (статья 54-10УК). Нахождение на свободе может отразиться на ходе следствия. Избрать по отношению к обвиняемому содержание под стражей в Одесской тюрьме».
- Кандидат астрономических наук, январь 1947.
- Доцент, утвержден в звании 5 июля 1946.

Читал курс общей астрономии на 2-4 курсах
- Курс высшей геодезии на 4-м курсе.
- Спецпрактикум по астрономии на 5-м курсе.

24 августа 1950 года в документах имеется короткая запись: «Доцента кафедры астрономии Цесюлевича А. С. исключить из списков преподавателей из-за смерти. Ректор университета Иванченко».

## Труды
- «О мнимых точках пересечения кривых второго порядка», 1944
- «Системы поправок для наблюдений на зенит-телескопе», Бюллетень астрономической Обсерватории ОГУ, № 2, январь 1947